# Lipidosis hepática felina
La lipidosis hepática felina, también denominada síndrome del hígado graso felino, es una enfermedad grave, no infecciosa, que afecta a gatos. En esta especie animal constituye una causa importante de mortalidad. Se debe a movilización de lípidos hacia la sangre y ulterior acumulación en el hígado, como consecuencia de diversos factores.
Con frecuencia ocurre en animales que dejan de comer durante algún tiempo, por estrés u otras causas. Esto origina disminución del nivel de glucosa en la sangre e incremento de glucagón. Ambos factores propician la liberación de grasas hacia la sangre y el almacenamiento de triglicéridos en las células del hígado.
La enfermedad afecta por igual a gatos machos y hembras. Es más frecuente en especímenes obesos y caseros con escasa actividad física. Se manifiesta mediante pérdida de peso, deshidratación, coloración amarilla en las conjuntivas oculares (ictericia), vómitos, diarrea y aumento del tamaño del hígado. Posteriormente sobreviene fallo hepático, que repercute en encefalopatía hepática, coma y muerte.
Para el tratamiento, es muy importante sospechar la enfermedad lo antes posible e iniciar una terapia basada en suministro forzado –mediante sonda gástrica, o nasogástrica, u otros procedimientos– de líquidos y nutrientes en cantidades adecuadas, pues los gatos enfermos se niegan a comer, lo cual agrava el problema y conlleva consecuencias fatales. Sin tratamiento, la mortalidad de este cuadro patológico se aproxima a 90%.